# Szőlősegres
Szőlősegres település Ukrajnában, a Beregszászi járásban.

## Fekvése
Nagyszőlőstől északnyugatra, Verbőc, Szőlősvégardó és Nagyszőlős közt fekvő település.

## Nevének eredete
Neve égerfákkal benőtt helyet jelent, míg más feltevések szerint az Eger-patak névből vette elnevezését.

## Története
Szőlősegres nevét Egres néven említették először az oklevelekben.
Egykori birtokosai a báró Perényi, gróf Károlyi, Buday, Megyery, Hakus családok és azok leszármazottai voltak.
Az 1910-es népszámláláskor 1738 lakosából 112 magyar, 1595 rutén volt, melyből 27 római katolikus, 1623 görögkatolikus, 80 izraelita volt.
Fényes Elek Geográfiai szótárában írta a településről: "Egres: Bereg-Ugocsa vármegyei orosz falu, utolsó postája Nagy-Szőlőshöz 3/4 órányira: 617 görögkatolikus lakossal, anyatemplommal. Földe sovány, sok tölgyes erdeje van...".

## Nevezetességek
- Görögkatolikus fatemploma - Szent Demeter tiszteletére szentelték fel.

Anyakönyvet 1753-tól vezetnek.